# Zofia Stulgińska
Zofia Stulgińska (ur. 20 kwietnia 1902  – zm. 15 maja 1984) - dziennikarka, tłumaczka, pisarka. 

## Życiorys

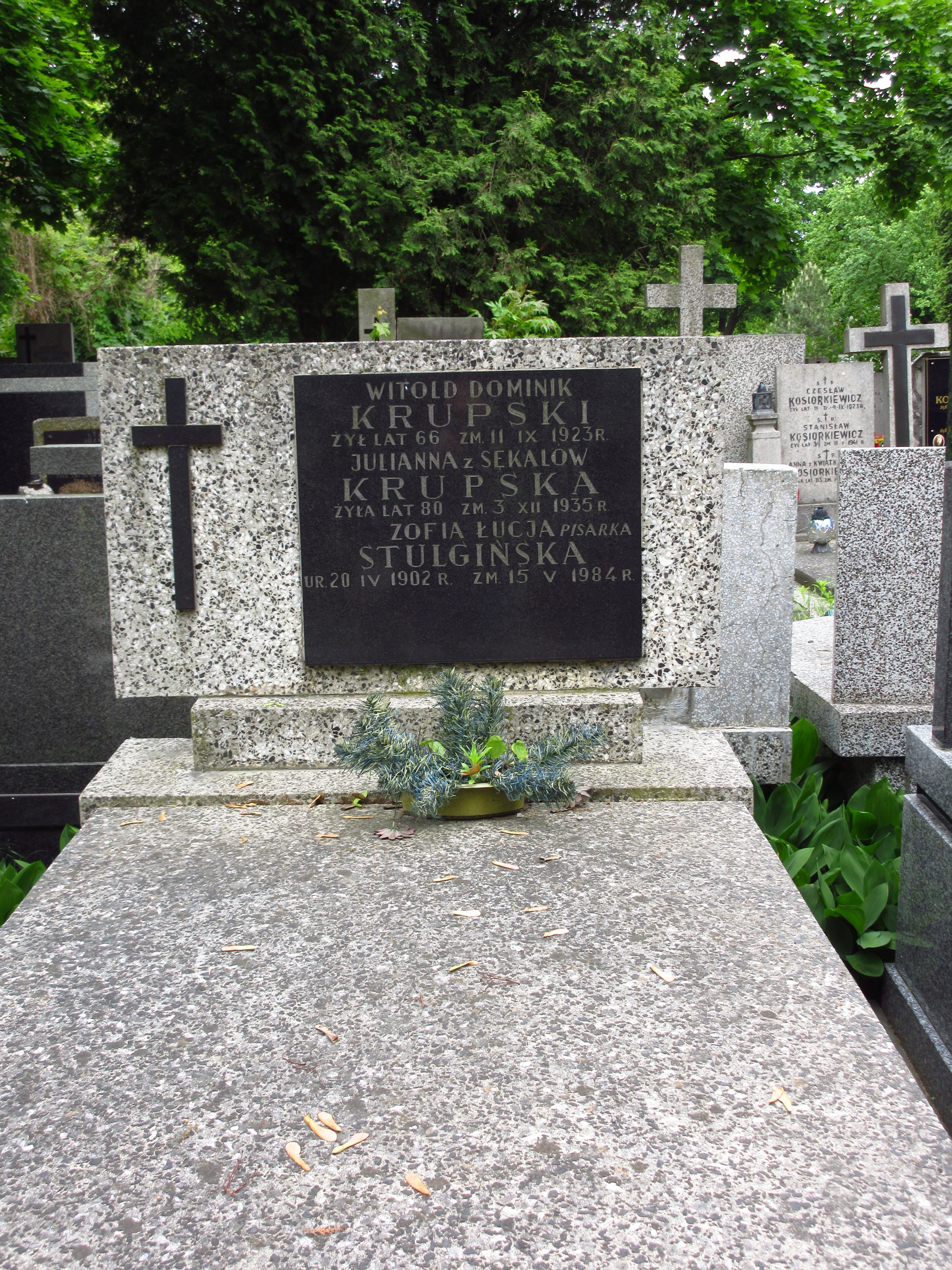
Grób Zofii Stulgińskiej na cmentarzu Bródnowskim

Córka Heleny z Kolankowskich i Włodzimierza Stulgińskiego. Pochodziła z bogatej rodziny z Kresów Wschodnich, bardzo zasłużonej podczas powstania styczniowego. Jej dziadek ze strony matki Michał Kolankowski był właścicielem fabryki rur kamionkowych w Borowiczach koło Nowogorodu. Dziadek ze strony ojca Antoni Stulgiński był dyrektorem papierni w Dobruszu – największej w Rosji, należącej do książąt Paskiewiczów. Tu zawodową praktykę odbywał m.in. znany jasnowidz Stefan Ossowiecki. Po  śmierci Antoniego Stulgińskiego w 1916 r. fabryką zarządzał stryj Zofii – Henryk Stulgiński, który po I wojnie światowej i rozstrzygnięciach traktatu ryskiego przeniósł się do miejscowości Dembe Małe, pod Warszawą, gdzie jeszcze jego ojciec w 1883 r. kupił 500 ha ziemi.  Majątek, należący do Stulgińskich i Kolankowskich, znajdujący się w Petersburgu i na terenach dzisiejszej Białorusi, został w znacznej mierze pochłonięty przez rewolucję.          
Zofia Stulgińska najpierw z rodzicami mieszkała w Bydgoszczy, później z pierwszym mężem Czesławem Raczewskim (sędzia handlowy Sądu Okręgowego Gdyni, prezes zarządu Armatorów Polskich, honorowy konsul Hiszpanii) - w Gdańsku. Po rozwodzie mieszkała w Warszawie, później – po zmianie wyznania na kalwinizm, co umożliwiło jej zawarcie kolejnego małżeństwa - z drugim mężem Janem Łapą we Francji i w Rumunii. Krótko przed II wojną światową wojną wyszła trzeci raz za mąż za Felicjana Feliksa Dołęgę-Lewandowskiego, ziemianina z majątku Ruda w powiecie lubawskim. Do okupacji pracowała w Katolickiej Agencji Prasowej, należała do Syndykatu Dziennikarzy Polskich. Zajmowała się tłumaczeniami z prasy zagranicznej. W czasie okupacji działała w Radzie Głównej Opiekuńczej. W tym też czasie - w 1942 r. - znowu wróciła do Kościoła katolickiego. Po wyzwoleniu znalazła zatrudnienie w PAGARCIE. Była członkiem Związku Literatów Polskich.
Bliskim krewnym pisarki był Tadeusz Stulgiński, w czasie wojny więzień Pawiaka i Oświęcimia, znany artysta-rzeźbiarz, profesor ASP w Krakowie. On też był wykonawcą jej testamentu. Zofia Stulgińska zmarła 15 maja 1984 r. w Warszawie, została pochowana na cmentarzu na Bródnie (kwatera 41F-VI-24).

## Twórczość
Zofia Stulgińska – w roli pisarki - debiutowała późno – już jako osoba siedemdziesięcioletnia. Jej pierwsza książka, pt. Gruszki na wierzbie, ukazała się w 1972 r. w wydawnictwie Czytelnik. Trzy lata później ukazało się drugie wydanie. Kolejna książka pt. Mąż z ogłoszenia – kontynuacja Gruszek na wierzbie - ukazała się w 1980 r. A ostatnia – Czek bez pokrycia - już po jej śmierci w 1985 r. W tej ostatniej pisała, że Przedstawione w tej książce osoby, przeżycia, sytuacje, fakty  są  autentyczne, z życia wzięte. I to zdanie odnosi się do całej jej twórczości. 
We wszystkich trzech swoich książkach Zofia Stulgińska poruszała sprawy związane z jej życiem osobistym – bujnym, kontrowersyjnym i bardzo trudnym. Dzięki niej można zajrzeć do bogatych petersburskich salonów i pensjonatów w Finlandii, a potem w Warszawie. Autorka wyciągnęła nawet tajemnice rodzinnej alkowy, nie szczędząc drastycznych szczegółów. Odkryła to, co inni skwapliwie staraliby się ukryć. Jej twórczość to odważne rozliczanie się z własną przeszłością, bez tematów tabu.

## Powieści
- Gruszki na wierzbie – I wydanie – 1972, II wydanie – 1975,
- Mąż z ogłoszenia – 1980,
- Czek bez pokrycia – 1985.